# Christian Bösiger
Christian Bösiger (* 22. März 1984 in Olten) ist ein Schweizer Badmintonspieler.

## Sportliche Karriere
Bösiger gewann seine ersten beiden Titel bei den Schweizer Juniorenmeisterschaften 2004. Bei den Erwachsenen siegte er von 2005 bis 2007 dreimal in Serie im Herrendoppel. Im letztgenannten Jahr war er auch im Einzel erfolgreich. 2009 gewann er erneut beide Titel. Im Folgejahr (2010) konnte er den Einzeltitel nicht verteidigen, siegte aber einmal mehr im Doppel mit Anthony Dumartheray. In den Jahren 2011 und 2012 konnte er wieder beide Titel holen. Im Jahr 2013 konnte er zeitlich bedingt nicht an der Schweizer Meisterschaft teilnehmen.
International konnte er sich für die WM 2007 und Olympia 2008 qualifizieren. Bei der WM war in der ersten Runde Endstation, als er gegen Chetan Anand aus Indien ausschied. Bei Olympia verlor er in der zweiten Runde gegen den Polen Wacha.

## Sportliche Erfolge
| Saison | Veranstaltung                          | Disziplin    | Sieger                                  |
| ------ | -------------------------------------- | ------------ | --------------------------------------- |
| 2004   | Schweizer Meisterschaften der Junioren | Herreneinzel | Christian Bösiger                       |
| 2004   | Schweizer Meisterschaften der Junioren | Herrendoppel | Lukas Zurkinden / Christian Bösiger     |
| 2005   | Schweizer Einzelmeisterschaften        | Herrendoppel | Christian Bösiger / Michael Andrey      |
| 2006   | Schweizer Einzelmeisterschaften        | Herrendoppel | Christian Bösiger / Olivier Andrey      |
| 2007   | Schweizer Einzelmeisterschaften        | Herreneinzel | Christian Bösiger                       |
| 2007   | Schweizer Einzelmeisterschaften        | Herrendoppel | Michael Andrey / Christian Bösiger      |
| 2009   | Schweizer Einzelmeisterschaften        | Herreneinzel | Christian Bösiger                       |
| 2009   | Schweizer Einzelmeisterschaften        | Herrendoppel | Anthony Dumartheray / Christian Bösiger |
| 2010   | Schweizer Einzelmeisterschaften        | Herrendoppel | Anthony Dumartheray / Christian Bösiger |
| 2011   | Schweizer Einzelmeisterschaften        | Herreneinzel | Christian Bösiger                       |
| 2011   | Schweizer Einzelmeisterschaften        | Herrendoppel | Anthony Dumartheray / Christian Bösiger |
| 2012   | Schweizer Einzelmeisterschaften        | Herreneinzel | Christian Bösiger                       |
| 2012   | Schweizer Einzelmeisterschaften        | Herrendoppel | Anthony Dumartheray / Christian Bösiger |